# فريمبونج مانسو
فريمبونج مانسو (بالإنجليزية: Frimpong Manso)‏ ويُعرف أيضًا باسمِ أوسوفو دادزي (بالإنجليزية: Osofo Dadzie)‏ (وُلد عام 1931 وتُوفيّ عام 2020) كان منتجًا وممثلًا الغاني مخضرمًا ظهر في العديد من الأفلام والمسلسلات التلفزيونية بين عامي 1970 و1993.

## المسيرة المهنية
يُعتبر فريمبونج مانسو أحد أشهر الممثلين الذين ظهروا في المسلسل الدرامي أوسوفو دادزي (بالإنجليزية: Osofo Dadzie)‏ حتى أنه صار يُعرف بهذا اللقب أكثر من لقبهِ الحقيقي لدى بعض محبي السينما الغانيّة. كان هذا المسلسل – الذي بُثَّ على قناة جي تي في – الذي ظهر فيهِ مانسو من تأليف وإنتاج مجموعة إس كا أوبونج دراما (بالإنجليزية: SK Oppong Drama)‏ والتي غُيّر اسمها لاحقًا إلى مجموعة أوسوفو دادزي (بالإنجليزية: Osofo Dadzie Group)‏.

## قائمة أعماله
هذه قائمةٌ مُصغّرةٌ بأبرز أعمال مانسو:
- كنتاتا (بالإنجليزية: Cantata)‏
- أوسوفو دادزي (بالإنجليزية: Osofo Dadzie)‏